# Remilly-sur-Lozon
Remilly-sur-Lozon est une ancienne commune française du département de la Manche et de la région Normandie, peuplée de 644 habitants, devenue commune déléguée au sein de Remilly Les Marais depuis le 1er janvier 2017.

## Géographie

### Localisation
| Marchésieux     | Tribehou          | Tribehou             |
| Marchésieux     | Remilly-sur-Lozon | Les Champs-de-Losque |
| Le Mesnil-Vigot | Lozon             | Le Mesnil-Eury       |

## Toponymie
Le nom de la localité est attesté sous les formes Rumilleio à la fin du XIe siècle, Rumilleyum en 1299, Rimillie en 1309 et Rumilly en 1326.
Le toponyme serait issu de l'anthroponyme latin/roman Romilius,,.
Le nom de la rivière qui arrose le territoire à l'est est ajouté en 1890.
Le gentilé est Rémillais.

## Histoire
La seigneurie de Remilly fut unie à celle de Marigny dès les temps du premier des Hommet. Elles formaient ainsi une demi-baronnie et devait au roi Philippe Auguste le service de deux chevaliers et demi. Celui-ci se faisait par Enguerrand du Hommet pour son frère aîné, Guillaume II du Hommet, connétable de Normandie. Au XIIIe siècle, c'est Jourdain III du Hommet († 1271), connétable de Normandie, qui est seigneur de Remilly et Marigny.
Après les du Hommet on trouve comme baron, de Remilly et Marigny, sous le règne de Philippe le Hardi, Guillaume de Courcy à la suite de son mariage avec Anne, héritière des deux seigneuries. Au XIVe siècle, les seigneuries passèrent à Gilbert de Malesmains à la suite de son mariage avec Tiphaine de Courcy, qui en avait hérité à son tour. Jeanne, fille et héritière de Gilbert, épousa Olivier de Montauban († 1388). Lors de la guerre de Cent Ans, Henri V d'Angleterre, devenu maître de la Normandie vers 1418, confisqua les seigneuries, jusqu'à que Jehan de Montauban (1412-1466), chambellan, conseiller du roi, maréchal de France, grand bailli de Cotentin, ami et collaborateur de Louis XI, en fut remis en possessions en 1450, et en rendit aveu au roi en 1451, et en 1465, il obtint droit de haute justice pour ses terres de Normandie. Sa fille unique et héritière, Marie de Montauban, les porta dans la famille de Rohan-Guéméné à la suite de son mariage avec Louis Ier de Rohan-Guéméné.

## Politique et administration

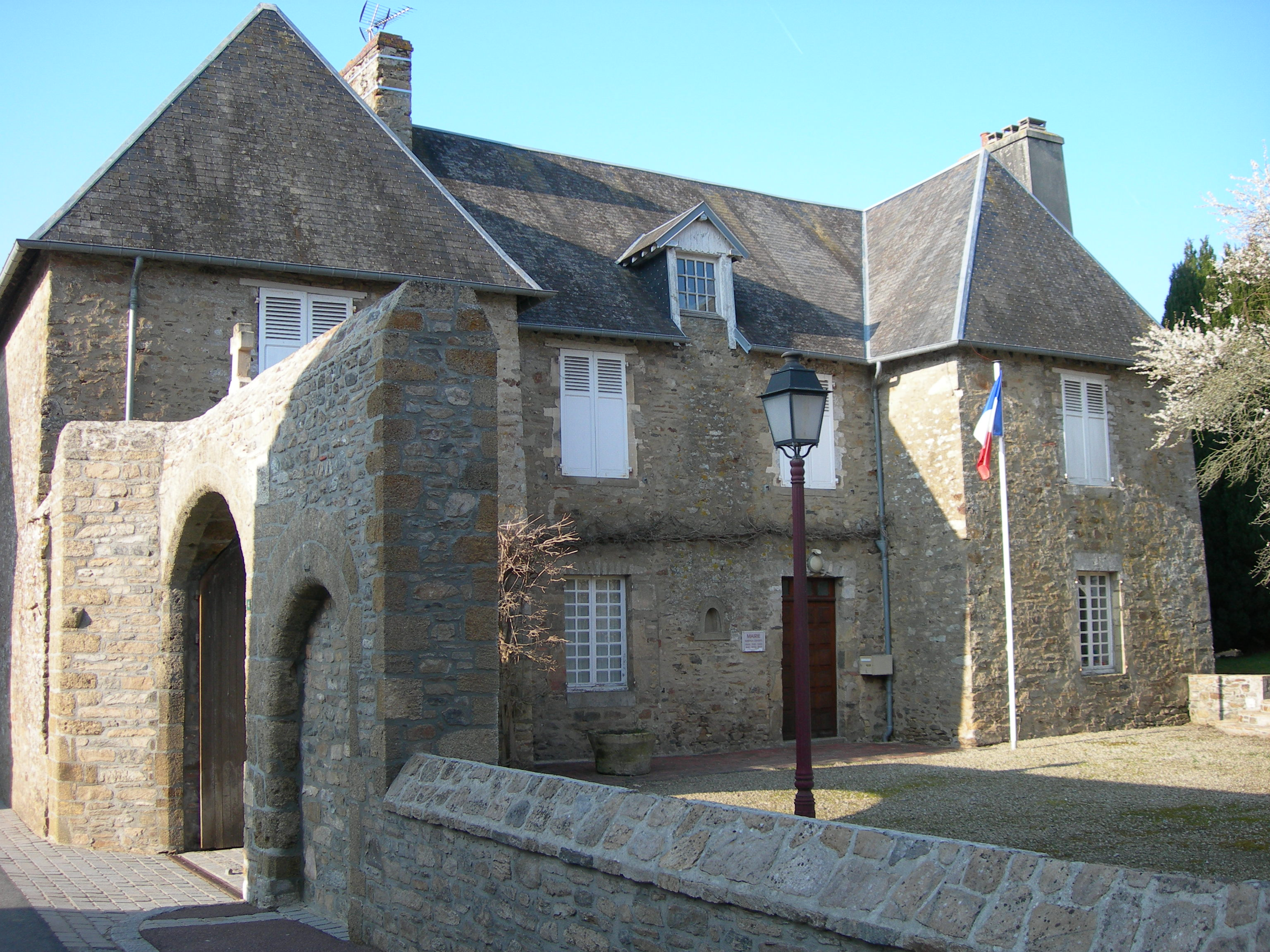
La mairie annexe.

### Liste des maires
| Période                                  | Période       | Identité            | Étiquette | Qualité |
| ---------------------------------------- | ------------- | ------------------- | --------- | --- |
| Les données manquantes sont à compléter. |               |                     |           | |
| avant 1995                               | 1995          | Maurice Leforestier | DVD       | |
| 1995                                     | décembre 2016 | Philippe Gosselin   | UMP-LR    | Professeur de droit suppléant du député Jean-Claude Lemoine (2002-2007) député depuis 2007 président de la communauté de communes de Marigny |

Le conseil municipal était composé de quinze membres dont le maire et deux adjoints.
| Période      | Période      | Identité          | Étiquette | Qualité                                 |
| ------------ | ------------ | ----------------- | --------- | --------------------------------------- |
| janvier 2017 | juillet 2017 | Philippe Gosselin | LR        | Professeur de droit, député depuis 2007 |
| juillet 2017 | mai 2020     | Michel Laurent    |           |                                         |
| mai 2020     | En cours     | Pierre Sevaux     | SE        |                                         |

## Population et société

### Démographie
L'évolution du nombre d'habitants est connue à travers les recensements de la population effectués dans la commune depuis 1793. À partir du 1er janvier 2009, les populations légales des communes sont publiées annuellement dans le cadre d'un recensement qui repose désormais sur une collecte d'information annuelle, concernant successivement tous les territoires communaux au cours d'une période de cinq ans. 
Pour les communes de moins de 10 000 habitants, une enquête de recensement portant sur toute la population est réalisée tous les cinq ans, les populations légales des années intermédiaires étant quant à elles estimées par interpolation ou extrapolation. Pour la commune, le premier recensement exhaustif entrant dans le cadre du nouveau dispositif a été réalisé en 2005,.
En 2021, la commune comptait 644 habitants, en évolution de −6,26 % par rapport à 2015 (Manche : +0,44 %, France hors Mayotte : +2,49 %).
Remilly a compté jusqu'à 956 habitants en 1866.
| 1793 | 1800 | 1806 | 1821 | 1831 | 1836 | 1841 | 1846 | 1851 |
| ---- | ---- | ---- | ---- | ---- | ---- | ---- | ---- | ---- |
| 840  | 715  | 852  | 853  | 860  | 902  | 910  | 928  | 878  |

| 1856 | 1861 | 1866 | 1872 | 1876 | 1881 | 1886 | 1891 | 1896 |
| ---- | ---- | ---- | ---- | ---- | ---- | ---- | ---- | ---- |
| 923  | 925  | 956  | 870  | 885  | 888  | 891  | 878  | 830  |

| 1901 | 1906 | 1911 | 1921 | 1926 | 1931 | 1936 | 1946 | 1954 |
| ---- | ---- | ---- | ---- | ---- | ---- | ---- | ---- | ---- |
| 836  | 844  | 761  | 690  | 685  | 668  | 646  | 568  | 618  |

| 1962 | 1968 | 1975 | 1982 | 1990 | 1999 | 2005 | 2010 | 2015 |
| ---- | ---- | ---- | ---- | ---- | ---- | ---- | ---- | ---- |
| 653  | 641  | 572  | 560  | 556  | 556  | 613  | 660  | 687  |

| 2018 | - | - | - | - | - | - | - | - |
| ---- | - | - | - | - | - | - | - | - |
| 662  | - | - | - | - | - | - | - | - |

### Sports et loisirs
En 2009, l'Association sportive de Remilly-sur-Lozon a fait évoluer une équipe de football en division de district.

## Économie
La commune se situe dans la zone géographique des appellations d'origine protégée (AOP) Beurre d'Isigny et Crème d'Isigny.

## Culture locale et patrimoine

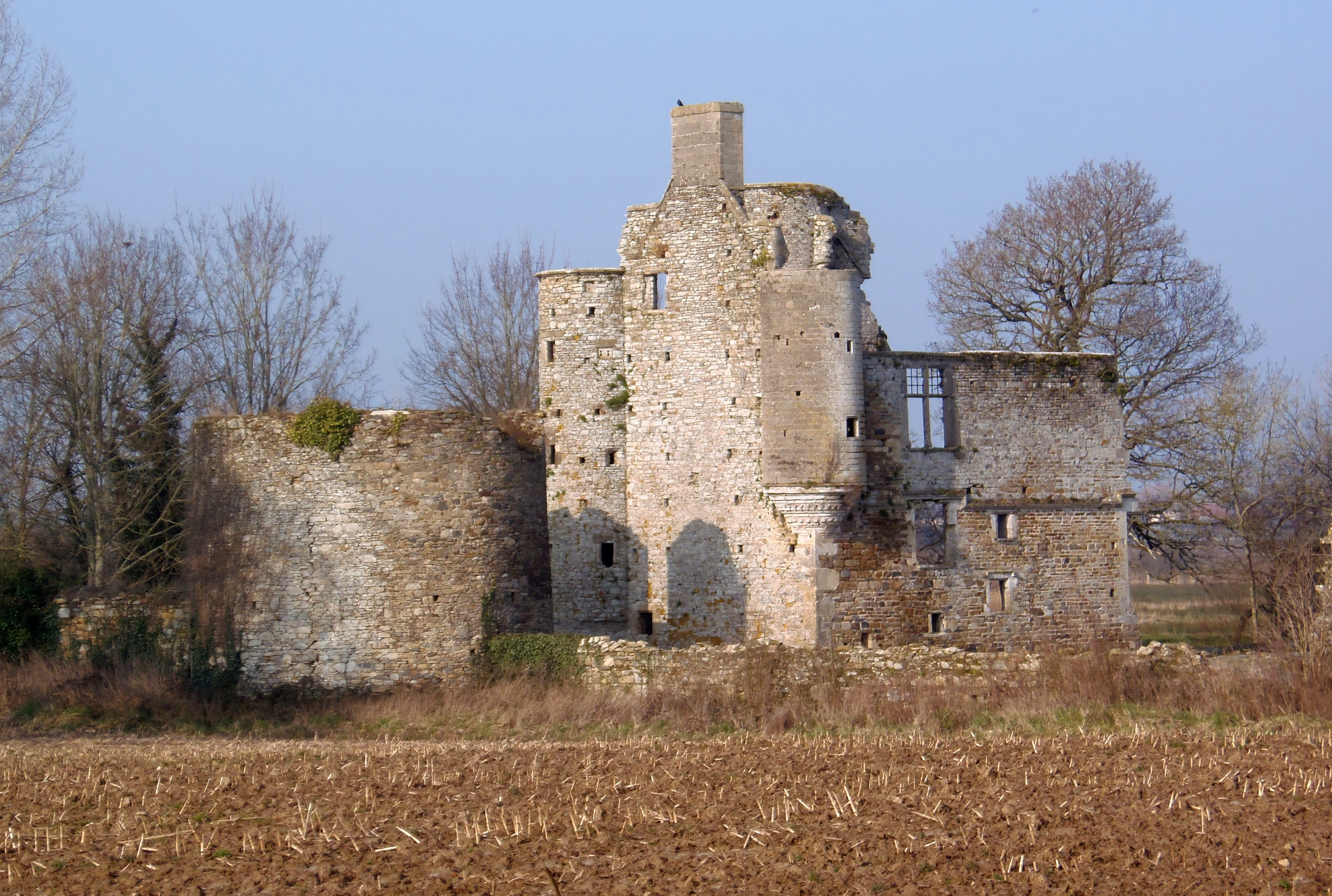
Les ruines du château de Montfort.

### Lieux et monuments
- Ruines du château de Montfort du XVe siècle, inscrites au titre des monuments historiques par arrêté du 29 décembre 1978[21], avec pavement du XVe. Il fut la possession de la famille Le Marquetel[22].
- Butte Saint-Clair. À quelque deux kilomètres du bourg de Remilly, au lieu-dit la Chaussée, dominant les marais de la Venloue, le site comprend une motte castrale d'un diamètre de 40 mètres en partie sommitale, une hauteur de six à huit mètres et un imposant talus fossoyé circulaire[23]. On distingue encore très bien la forme de la basse-cour dont le rempart de terre subsiste encore en maints endroits. Au XIXe siècle, on voyait encore les ruines de la chapelle Saint-Clair placée dans la basse-cour. Celles-ci ont été abattues à la fin du siècle dernier. Sur le sommet de la motte subsiste une tour d'angle, sur une hauteur d'un mètre cinquante, d'un donjon rectangulaire datant vraisemblablement du XIVe siècle[24].
- Vestiges d'une motte avec basse-cour double, et ruine d'un petit donjon flanqué de tourelles rondes, au nord-est de l'église[25].
- Église Saint-Martin des XVIe – XXe siècles, en forme de croix, avec une nef allongée. Elle abrite un bas-relief de 1555 représentant le martyr de sainte Agathe, un autel en osier contemporain réalisé par F.-X. Lehodey, ainsi que des vitraux modernes[9].
- Manoir de la Granderie du XVIIe siècle, reconverti en haras de chevaux de selle.
- Manoir de la Halle du XIIIe siècle, avec un manteau de cheminée du XVIe siècle représentant l'Annonciation.
- L'îlot-du-Port situé à quelques dizaines de mètres au nord-ouest du château de Montfort, au lieu-dit le Port. L'enceinte qui a fait l'objet d'un repérage aérien et d'un signalement au SRA, avec sa voirie médiane et son parcellaire laniéré abritant un habitat collectif, est structurellement proches des enceintes de peuplement du Homme et du Hommet. Elle pourrait avoir fonctionné en binôme avec un habitat seigneurial, et sa dénommination renvoie à une activité fluviale similaire à celles rencontrées pour les deux enceintes du Homme et du Hommet[26].

### Personnalités liées à la commune
- Philippe Gosselin (né en 1966), homme politique, député, maire de Remilly-sur-Lozon.

### Héraldique
| Blason de Remilly-sur-Lozon | Blason  | Fascé d'or et de gueules, les fasces d'or chargées de neuf tourteaux de gueules ordonnés 3, 3 et 3, les fasces de gueules chargées de sept besants d'or ordonnés 3, 3 et 1. |
| Blason de Remilly-sur-Lozon | Détails | |